# If Day
L'If Day (Si un jour en francès, Si un dia o el Dia per si de cas) va ser una simulació d'invasió de la ciutat canadenca de Winnipeg (Manitoba) per part de l'Alemanya Nazi el dia 19 de setembre de 1942, durant la Segona Guerra Mundial. Va ser organitzada per la Greater Winnipeg Victory Loan Organization, liderada per l'empresari John Draper Perrin. L'esdeveniment fou l'exercici militar més gran de la història de Winnipeg, i estava fonamentalment pensat per aconseguir donacions per finançar la guerra.
L'exercici va consistir en un fals tiroteig entre soldats canadencs i voluntaris disfressats de nazis, una invasió alemanya, l'internament de les principals personalitats polítiques de la ciutat, la imposició de les lleis nazis i una desfilada. L'esdeveniment va permetre recaptar 3 milions de dòlars canadencs a Winnipeg només en aquell dia. Va ser objecte d'un documental el 2006 i va ser inclòs en la pel·lícula de Guy Maddin My Winnipeg de 2008.

## Antecedents

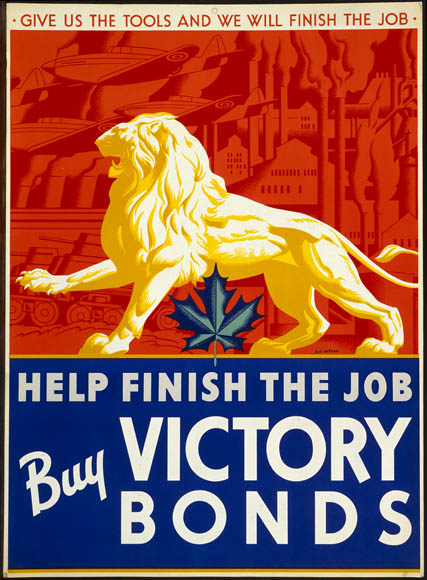
Cartell promocional de la compra de bons de guerra canadencs. Donan'ns les eines i acabarem la feina. Compra Bons de la Victòria

L'If Day no era més que una elaborada campanya per promocionar la compra de Bons de guerra. Aquests bons eren préstecs al govern que havien de permetre incrementar l'esforç inversor en la guerra i es van vendre a particulars i empreses per tot el Canadà. L'If Day formava part de la segona campanya de venda de bons de la Segona Guerra Mundial. La campanya va començar el 16 de febrer de 1942 i continuà fins al 9 de març. L'objectiu de recaptació de Manitoba era de 45 milions de dòlars (622 milions del 2013), 24,5 dels quals a Winnipeg. El comitè del Greater Victory Loan de Winnipeg, una branca del Comitè Nacional de Finances de Guerra va organitzar l'If Day sota la direcció de John Draper Perrin. Els organitzadors creien que portar la guerra (o una simulació) a les cases de la gent hauria de permetre un canvi d'actitud en aquells que no hi estaven directament involucrats.
El comitè va dividir un mapa de Manitoba dividit en 45 seccions, representant un objectiu d'un milió cada un. A mesura que els bons s'anaven venent en cadascuna d'aquestes zones, les seccions eren "alliberades" dels invasors nazis. Es va penjar el mapa en una cantonada cèntrica de la ciutat i la campanya es va anunciar amb antelació en diversos diaris amb dies d'antelació. Tot i així diversos ciutadans van ser agafats per sorpresa. Per tal d'evitar la histèria i el col·lapse dels serveis d'emergència, es va avisar també als ciutadans de la veïna Minnesota que podien sintonitzar les radios que narrarien els esdeveniments. Avions de la Royal Canadian Air Force pintats com a avions alemanys van sobrevolar la ciutat el 18 de febrer de 1942. Selkirk, un petit poble al nord-est de Winnipeg va fer la seva pròpia campanya de recaptació, amb una apagada d'una hora i un bombardeig fictici el mateix dia 18.

## Esdeveniments
La simulació va incloure 3500 membres de l'exèrcit del Canadà, en representació de totes les unitats de Winnipeg, cosa que el va convertir en l'exercici militar més gran de la història de la ciutat. Les forces defensores van ser comandades pels coronels E. A. Pridham i D. S. McKay. Les tropes "nazis" eren voluntaris de la Young Men's Board of Trade, utilitzant uniformes cedits per Hollywood i es pintaren cicatrius a la cara. El seu comandant era Erich von Neurenberg. Es gastaren aproximadament 3000 dòlars en l'esdeveniment.